# 赤湾天后宫
赤湾天后宫，位于中国广东省深圳市南山区赤湾港海湾，为深圳市的一个市、县级文物保护单位，类型为古建筑，历史年代为清代，公布时间为1988年7月27日。
赤湾天后宫也称天后博物馆（于1997年正式成立），坐落在深圳南山区赤湾六路，邻近赤湾小南山公园。赤湾天后宫鼎盛时曾是中国沿海地区最大的拥有九十九道门的天后宫庙。是中国历史上由皇帝敕封的三座天后宫之一（另外两座是天津天后宫、泉州天后宫）。历史上此地的“赤湾胜概”是明、清时期“新安八景”之首。

## 历史
赤湾天后宫最初创建于宋代，明代、清代曾多次修葺。最初的命名“赤湾天妃庙”，清康熙年间更名为“赤湾天后宫”。朝廷使臣出使东南各国，经过这里必停船祭祀。明代永乐年间郑和下西洋，赤湾天后宫是重要的一站。赤湾因其地理位置而成为過往航船出外洋的重要錨地，出海前祭祀仪式在此舉行，赤湾天后宫独有的隆重祭祀仪式是“辭沙”，明代黄谏《新建赤灣天妃廟后殿记》记载：“...凡使外國者，具太牢祭於海岸沙上，故謂‘辭沙’...”。
赤湾天后宫1950年代被拆除，“辭沙”祭媽祖的习俗終止。于1992年重修。因填海原因，祭媽祖诞辰的祭祀活动移到宮廟裏进行。赤湾天后宫于2006年和2007年分别成功申請为市級和省級非物质文化遗产项目，于2010年进行修葺。

## 建筑
天后宫前殿的龙柱用青石镂雕而成，天后宫正殿内塑天后像，殿内上方悬雍正、乾隆、光绪皇帝御书金匾，是祭祀活动的重要场所。